# Kimbo Slice
Kevin Ferguson (Nassau, 8 februari 1974 – Coral Springs, Florida, 6 juni 2016), alias Kimbo Slice, was een Bahamaans-Amerikaanse straatvechter, die via internetfilmpjes bekend werd met 'blotevuistgevechten' in achtertuinen en op pleintjes. Later werd hij gevraagd voor officiële MMA-gevechten vanwege zijn populariteit. Hierin had hij wisselend succes. Zijn voorkeursstijl was boksen.

## Biografie
Slice werd geboren op de Bahama's, maar verhuisde als kind naar de Verenigde Staten. In zijn jeugd blonk hij vooral uit in American football. Als volwassene werkte hij als uitsmijter en lijfwacht voor hij in 2003 begon deel te nemen aan onofficiële straatgevechten om aan geld te komen. Deze werden opgenomen en uitgezonden op onder meer YouTube. Hiermee verkreeg hij een publiek en zijn alias Kimbo Slice.
Slice begon in 2005 met MMA-training om beter te worden in het straatvechten, maar raakte gaandeweg ook geïnteresseerd in de sport op zich. Hij debuteerde in 2007 in een demonstratiegevecht tegen voormalig Olympisch- en WBO-wereldkampioen boksen in het zwaargewicht Ray Mercer. Slice won in 1:12 minuten door middel van een verwurging (guillotine choke). Zijn officiële debuut in MMA volgde op 10 november 2007. Die dag sloeg hij Bo Cantrell in negentien seconden knock-out (KO). Nadat hij daarna ook David Lee 'Tank' Abbott en James Thompson middels KO en TKO (technisch knock-out) versloeg, bracht Seth Petruzelli hem zijn eerste nederlaag toe.
Slice kwalificeerde zich in 2009 voor deelname aan het tiende seizoen van The Ultimate Fighter (TUF). Hierin kreeg hij de kans om te trainen onder voormalig UFC-wereldkampioen Quinton Jackson en een UFC-contract te verdienen door een onderling afvaltoernooi met andere aspirerende MMA-vechters te winnen. De latere seizoenwinnaar Roy Nelson sloeg hem in de eerste ronde TKO. Slice mocht desondanks op 5 december 2009 debuteren onder de vlag van de UFC in het voorprogramma van de TUF-finale tussen Nelson en Brendan Schaub. Ditmaal won hij op basis van een unanieme jurybeslissing van Houston Alexander. Het was zijn eerste en enige overwinning binnen de UFC, want nadat hij zijn volgende partij middels TKO verloor van Matt Mitrione, liet de organisatie hem gaan.
Ruim vijf jaar nadat Slice zijn laatste MMA-wedstrijd verloor van Mitrione, gaf Bellator MMA hem op 41-jarige leeftijd een nieuw MMA contract. De organisatie zette hem vervolgens in voor superfights, op zichzelf staande gevechten die niet meetelden voor de rankschikkingen in competitieverband. Hierin nam hij het in juni 2015 op tegen de dan inmiddels 51-jarige Ken Shamrock. Die nam Slice in eerste instantie in een verwurging, maar kreeg hem er niet toe af te tikken. Terwijl ze allebei probeerden op te staan, sloeg hij Shamrock knock-out. Slice vocht acht maanden later zijn tweede Bellator-gevecht, tegen Dhaffir Harris, alias 'Dada 5000'. Hij werd door de jury als winnaar aangewezen, maar testte tijdens een dopingcontrole positief op nandrolon. Slice schikte de zaak, wat inhield dat hij een boete betaalde en de wedstrijd ongeldig werd verklaard.
Bellator kondigde in april 2016 aan dat er in juli een rematch tussen Slice en James Thompson zou plaatsvinden. Hij werd op 6 juni 2016 echter opgenomen in een ziekenhuis in Coral Springs en overleed diezelfde dag nog aan hartfalen. Hij liet een vriendin, drie zonen en drie dochters achter.

## Filmografie
| jaar | Titel                                      | Film/Televisie | Rol        |
| ---- | ------------------------------------------ | -------------- | ---------- |
| 2008 | Merry Christmas, Drake & Josh              | Televisiefilm  | Bludge     |
| 2009 | Blood and Bone                             | Film           | J.C.       |
| 2010 | Locked Down                                | Film           | King       |
| 2010 | Circle of Pain                             | Film           | Reg        |
| 2012 | The Scorpion King 3: Battle for Redemption | Film           | Zulu Kondo |